# Blenheim (Carolina del Sur)
Blenheim es un pueblo ubicado en el condado de Marlboro en el estado estadounidense de Carolina del Sur. El pueblo en el año 2000 tiene una población de 137 habitantes en una superficie de 1.7 km², con una densidad poblacional de 81.4 personas por km². 

## Geografía
Blenheim se encuentra ubicado en las coordenadas 34°30′27″N 79°39′11″O / 34.50750, -79.65306. Según la Oficina del Censo, el pueblo tiene un área total de 24 km² (9,3 mi²), de la cual 23,7 km² (9,2 mi²) es tierra y 0 km² (0 mi²) (0.0%) es agua.

## Demografía
En el 2000 la renta per cápita promedia del hogar era de $26.667, y el ingreso promedio para una familia era de $40.625. El ingreso per cápita para la localidad era de $17.840. En 2000 los hombres tenían un ingreso per cápita de $28.750 contra $18.750 para las mujeres. Alrededor del 15.50% de la población estaba bajo el umbral de pobreza nacional. 

### Localidades adyacentes
El siguiente diagrama muestra a las localidades en un radio de 20 kilómetros (12,4 mi) de Blenheim.